# Гоноховський
Гоно́ховський (рос. Гоноховский) — селище у складі Мамонтовського району Алтайського краю, Росія. Входить до складу Гришенської сільської ради.
Стара назва — Гонохово.

## Населення
Населення — 12 осіб (2010; 10 у 2002).
Національний склад (станом на 2002 рік):
- росіяни — 100 %